# Pterotolithus
 Pterotolithus  ist eine Gattung aus der Familie der Umberfische (Sciaenidae). Sie kommt mit zwei Arten in den tropischen Küstengewässern vom Golf von Bengalen bis Borneo vor.

## Merkmale
Pterotolithus sind langgestreckte, schlanke Fische von etwa 40 bis 50 cm Länge. Das große Maul ist endständig und weist in Ober- und Unterkiefer je ein Paar gut ausgebildeter Eckzähne auf. Die Afterflosse setzt vor der Mitte des weichstrahligen Teils der Rückenflosse an und weist 10 oder 11 (P. maculatus) bzw. 7 oder 8 (P. lateoides) Weichstrahlen auf. Die karottenförmige Schwimmblase weist viele Anhängsel auf, die gut entwickelte und verzweigte dorsale und ventrale Äste haben und nicht bis in den Kopf reichen. Die Sagitta weist eine Kaulquappen-ähnliche Einbuchtung mit einem J-förmigen Schwanz auf.

## Arten
Die Gattung umfasst zwei Arten:
- Pterotolithus lateoides
- Pterotolithus maculatus